# 聖克萊爾鎮區 (堪薩斯州波特瓦特米縣)
聖克萊爾鎮區（英語：St. Clere Township）是位於美國堪薩斯州波特瓦特米縣的一個行政鎮區。

## 地方資料
聖克萊爾鎮區的面積為77.64平方千米，當中陸地面積為77.30平方千米，而水域面積為0.34平方千米。根據2010年美國人口普查的數據，當地共有人口72人，而人口密度為每平方千米0.93人。

## 外部連結
- US-Counties.com
- City-Data.com （页面存档备份，存于）